# بير إسحق
بير إسحق هي قرية في مقاطعة مرند، إيران. عدد سكان هذه القرية هو 20 في سنة 2006.